# Škoda Enyaq
Škoda Enyaq iV este un SUV crossover compact electric cu baterii, produs de Škoda Auto. A fost introdus în septembrie 2020 la Praga, în timp ce producția în serie a început în noiembrie 2020. Este primul vehicul Škoda care utilizează platforma Volkswagen Group MEB, folosită și de modelul înrudit Volkswagen ID.4.